# Lancer du disque masculin aux Jeux olympiques d'été de 1932
Pour un article plus général, voir Athlétisme aux Jeux olympiques d'été de 1932.
Navigation
Amsterdam 1928 Berlin 1936
L'épreuve du lancer du disque masculin aux Jeux olympiques de 1932 s'est déroulée le 3 août 1932 au Los Angeles Memorial Coliseum de Los Angeles, aux États-Unis. Elle est remportée par l'Américain John Anderson.

## Résultats
| Rang               | Athlète               | Pays            | Marque | Notes |
| ------------------ | --------------------- | --------------- | ------ | ----- |
| Médaille d'or      | John Anderson         | États-Unis      | 49.49  | OR    |
| Médaille d'argent  | Henri LaBorde         | États-Unis      | 48.47  |       |
| Médaille de bronze | Paul Winter           | France          | 47.85  |       |
| 4                  | Jules Noël            | France          | 47.74  |       |
| 5                  | István Donogán        | Hongrie         | 47.08  |       |
| 6                  | Endre Madarász        | Hongrie         | 46.52  |       |
| 7                  | Kalevi Kotkas         | Finlande        | 45.87  |       |
| 8                  | Paul Jessup           | États-Unis      | 45.25  |       |
| 9                  | József Remetz         | Hongrie         | 45.02  |       |
| 10                 | Emil Janausch         | Autriche        | 44.82  |       |
| 11                 | Hans-Heinrich Sievert | Allemagne       | 44.51  |       |
| 12                 | Harry Hart            | Afrique du Sud  | 43.33  |       |
| 13                 | Zygmunt Heljasz       | Pologne         | 42.59  |       |
| 14                 | Emil Hirschfeld       | Allemagne       | 42.42  |       |
| 15                 | František Douda       | Tchécoslovaquie | 42.39  |       |
| 16                 | Clément Duhour        | France          | 40.22  |       |
| 17                 | Veljko Narančić       | Yougoslavie     | 36.51  |       |
| 18                 | Pedro Elsa            | Argentine       | 34.36  |       |